# European Interparliamentary Space Conference
Die European Interparliamentary Space Conference (EISC) ist eine seit 1999 jährlich stattfindende Konferenz, an der Vertreter von Regierungen und Raumfahrtorganisationen der ESA- und EU-Mitgliedstaaten und internationale Beobachter teilnehmen. Ziel ist es, über eine gemeinsame europäische Raumfahrtpolitik zu diskutieren.

## Geschichte
Die EISC wurde 1999 von Parlamentariergruppen aus Deutschland, Frankreich, Italien und dem Vereinigten Königreich gegründet, indem eine Charter of Interparliamentary Cooperation, die Satzung von 1999, verabschiedet wurde. Die Satzung wurde 2006 und 2011 erweitert.

## Mitglieder
Die Statuten unterscheiden Vollmitglieder, assoziierte Mitglieder, Beobachter und Gäste. Vollmitglieder sind die Parlamente der folgenden Staaten:
- Belgien (seit 2000[4])
- Deutschland (Gründungsmitglied 1999)
- Estland (seit 2012[5])
- Frankreich (Gründungsmitglied 1999)
- Italien (Gründungsmitglied 1999)
- Luxemburg (seit 2010[6])
- Norwegen (seit 2016[7])
- Österreich (seit 2019[8])
- Polen (seit 2007[9])
- Rumänien (seit 2007[9])
- Spanien (seit 2000[4])
- Tschechien (seit 2006[4])
- Vereinigtes Königreich (Gründungsmitglied 1999)

Russland ist assoziiertes Mitglied.

## Vorsitz
Der Vorsitz wechselt jährlich und wird von den Vollmitgliedern bestimmt. Der vorhergehende Vorsitzende und der nachfolgende unterstützen den amtierenden Vorsitzenden und bilden mit ihm zusammen ein Trio. Die bisherigen Vorsitzenden:
- 1999:  Frankreich
- 2000:  Italien
- 2001:  Belgien
- 2002:  Vereinigtes Königreich
- 2003:  Deutschland
- 2004:  Spanien
- 2005:  Frankreich
- 2006:  Belgien
- 2007:  Italien
- 2008:  Tschechien
- 2009:  Vereinigtes Königreich
- 2010:  Rumänien
- 2011:  Deutschland
- 2012:  Polen
- 2013:  Belgien
- 2014:  Frankreich
- 2015:  Spanien
- 2016:  Rumänien
- 2017:  Estland
- 2018:  Belgien
- 2019:  Deutschland
- 2020:  Norwegen
- 2021:  Norwegen
- 2022:  Frankreich
- 2023:  Österreich[11][veraltet]
- 2024:  Luxemburg[12][veraltet]